# Andrzej Koch
Andrzej Koch (ur. 21 października 1941 w Bydgoszczy) – polski prawnik, adwokat, profesor nauk prawnych, specjalista z zakresu prawa cywilnego i handlowego. Wieloletni nauczyciel akademicki na Wydziale Prawa i Administracji Uniwersytetu im. Adama Mickiewicza w Poznaniu, przez 13 lat kierownik Katedry Prawa Cywilnego, Handlowego i Ubezpieczeniowego na tym wydziale.

## Życiorys
Andrzej Koch urodził się 21 października 1941 w Bydgoszczy. W 1959 ukończył I Liceum Ogólnokształcące im. Ludwika Waryńskiego w Bydgoszczy, po czym podjął studia prawnicze na Wydziale Prawa i Administracji Uniwersytetu im. Adama Mickiewicza w Poznaniu. Uczęszczał na seminarium z prawa rzymskiego, czego rezultatem była praca magisterska o delikcie iniurii napisana pod kierunkiem Kazimierza Kolańczyka, która stała się podstawą opublikowanego w 1967 w Czasopiśmie Prawno-Historycznym artykułu Kocha pt. „Ewolucja deliktu iniuria w prawie rzymskim epoki republikańskiej”. W 1964 studia te ukończył, składając egzamin magisterski z wynikiem bardzo dobrym. W 1964 został zatrudniony w Katedrze Prawa Międzynarodowego Prywatnego i Cywilnego Porównawczego na swym rodzimym wydziale, a w 1966 ukończył aplikację sędziowską, zdając z wynikiem bardzo dobrym egzamin sędziowski. W 1972 uzyskał stopień doktora nauk prawnych na podstawie dysertacji „Związek przyczynowy jako podstawa odpowiedzialności odszkodowawczej w prawie cywilnym”, której promotorem był Witalis Ludwiczak. Za pracę tę uzyskał II nagrodę w konkursie redakcji „Państwa i Prawa” na najlepszą pracę doktorską. W 1975 została ona wydana przez Państwowe Wydawnictwo Naukowe. W tym samym roku ukazała się jeszcze jedna monografia Kocha również dotycząca związku przyczynowego pt. „Metodologiczne zagadnienia związku przyczynowego w prawie cywilnym”. W 1976 otrzymał za pracę badawczą nagrodę III stopnia przyznawaną przez Ministra Szkolnictwa Wyższego. W latach 70. i na początku lat 80. przebywał na stażach naukowych w Uniwersytecie w Grenoble i w Instytucie Maxa Plancka w Monachium. Po pobytach tych napisał monografię pt. „Formy pośrednictwa handlowego w eksporcie na tle wybranych systemów prawnych państw EWG”. Od 1980 był członkiem NSZZ „Solidarność”. W 1983 uzyskał stopień doktora habilitowanego nauk prawnych na podstawie opublikowanej w 1982 rozprawy habilitacyjnej pt. „Umowa wyłącznej koncesji handlowej w eksporcie”. Recenzentami pracy byli: Jan Łopuski, Maksymilian Pazdan i Witalis Ludwiczak. W tym samym roku awansował na stanowisko docenta. W 1986 został adwokatem, a w 1999 kierownikiem Katedry Prawa Cywilnego, Handlowego i Ubezpieczeniowego na WPiA UAM. Funkcję tę pełnił do 2012. Postanowieniem Prezydenta RP z dnia 7 sierpnia 2012 uzyskał tytuł profesora nauk prawnych. W późniejszych latach był jeszcze profesorem na Wydziale Prawa SWPS Uniwersytetu Humanistycznospołecznego.
Pod jego i Jacka Napierały redakcją ukazały się podręczniki prawnicze pt. „Umowy w obrocie gospodarczym” oraz „Prawo spółek handlowych”.

## Życie prywatne
Wywodzi się z rodziny o tradycjach prawniczych. Jego ojciec Bronisław był bowiem bydgoskim adwokatem. Matka Róża była zaś nauczycielką języka polskiego. Jest mężem Haliny oraz ojcem Magdaleny i Krzysztofa. Zarówno żona, jak i syn są adwokatami – wraz z nimi prowadzi wspólną kancelarię adwokacką w Poznaniu.